# 亞歷山大鎮區 (密蘇里州本頓縣)
亞歷山大鎮區（英語：Alexander Township）是位於美國密蘇里州本頓縣的一個行政鎮區。

## 地方資料
亞歷山大鎮區的面積為184.58平方千米，當中陸地面積為154.23平方千米，而水域面積為30.35平方千米。根據2020年美國人口普查的數據，當地共有人口524人，而人口密度為每平方千米2.84人。